# Себальос, Кристиан
Кристиан Себальос Прието (исп. Cristian Ceballos Prieto; 3 декабря 1992, Сантандер) — испанский футболист, нападающий клуба «Сабах» (Баку).

## Клубная карьера
Кристиан — воспитанник знаменитой школы «Барселоны». Он присоединился к «Ла Масии» в одиннадцатилетнем возрасте. Кристиан прошёл через все юношеские команды вплоть до второй команды клуба. В 2011 году он покинул «Барселону».
Себальос перебрался в английский «Тоттенхэм Хотспур» 11 июля 2011 года. Он выступал за молодёжную команду клуба до 2013 года. Выступал в футболке с номером 44. В матче молодёжной команды «Тоттенхэма» против сверстников из «Саутгемптона» оформил хет-трик. Матч закончился со счётом 4:2.
2 сентября 2013 года Кристиан перебрался в португальскую «Ароку» на правах аренды. Он получил футболку с номером 11. Его дебют в высшей португальской лиге состоялся 20 сентября 2013 года в матче против «Браги».
25 июля 2015 года было объявлено о его переходе в «Чарльтон Атлетик».